# Nils Bäckman
Nils Bertil Bäckman, född 21 juli 1896 i Karlskrona, död 24 september 1946 i Stockholm, var en svensk tecknare och grafiker.
Bäckman studerade konst för Emerik Stenberg 1918-1919 och lärde sig konsten att etsa hos koppartryckare Georg Lundin. Han företog ett flertal studieresor bland annat till Norge, Paris, Antwerpen och Amsterdam. Han medverkade i ett stort antal samlings- och separatutställningar och avled under den period som hans sista separatutställning visades på Louis Hahnes konstsalong i Stockholm 1946. Hans konst består av gatu- och torgmotiv, figurer i olja samt i träsnitt och etsningar med pittoreska hus och scener från nöjesfält och gator.